# Francesco Gabbani
Francesco Gabbani (født 9. september 1982) er en italiensk sanger som repræsenterede Italien ved Eurovision Song Contest 2017 med sangen "Occidentali's Karma". Han opnåede en 6. plads.

## Diskografi
- Greitist Iz (2014)
- Eternamente ora (2016)
- Magellano (2017)